# Liya Kebede
Liya Kebede (amhàric: ሊያ ከበደ) (Addis Abeba, 3 de gener de 1978) és una model i actriu etíop.

## Biografia

### Orígens
Kebede va néixer el 3 de gener de 1978 a Addis Abeba, Etiòpia, indret on va créixer. Un director de cinema la va veure mentre ella assistia al Liceu Guébré-Mariam i li va presentar a un agent de models francesos. Després d'acabar els seus estudis, es va traslladar a França per continuar els treballs a través d'una agència parisenca. Kebede més tard es va traslladar a Ciutat de Nova York. En alguna ocasió ha comentat que la indústria del modelatge a Etiòpia és molt diferent al de les passarel·les en la que es troba actualment, ja que a Etiòpia per a cada desfilada li van haver de proporcionar sabates.

### Vida personal
Kebede es casà l'any 2000 amb el gestor de fons d'inversió etíop Kassy Kebede. Tingueren dues criatures: el fill Suhul (2001) i la filla Raee (2005). Des de 2007, resideix en família a Ciutat de Nova York.

## Filmografia seleccionada
- Lord of War (2005)
- The Good Shepherd (2006)
- Desert Flower (2009)
- Black Gold (2011)
- Sur la piste du marsupilami (2012)
- El capital (2012)
- La migliore offerta (2013)
- Samba (2014)
- Nicky Larson et le Parfum de Cupidon (2019)